# Neolithicum in Nederland
Het Neolithicum in Nederland ontstond uit een wisselwerking tussen de oorspronkelijke mesolithische bevolking van jager-verzamelaars en toegetrokken neolithische landbouwers. Deze laatsten hadden tijdens het vroege Europese Neolithicum vanuit het Nabije Oosten komend het grootste deel van Europa gekoloniseerd. De West-Europese jager-verzamelaars werden hierbij grotendeels verdrongen. In Nederland hielden zij echter langer stand, en namen geleidelijk de kunst van landbouw, veeteelt en pottenbakken over van de neolithische immigranten. Daarmee geraakte de mesolithische levenswijze geleidelijk in onbruik. Kenmerkend zijn nu behalve de nederzettingen, de opkomst van grotere stammen en het gebruik van plantaardig voedsel.

Beschavingen ten tijde van het Midden-Neolithicum in Europa.

## Vroeg-Neolithicum

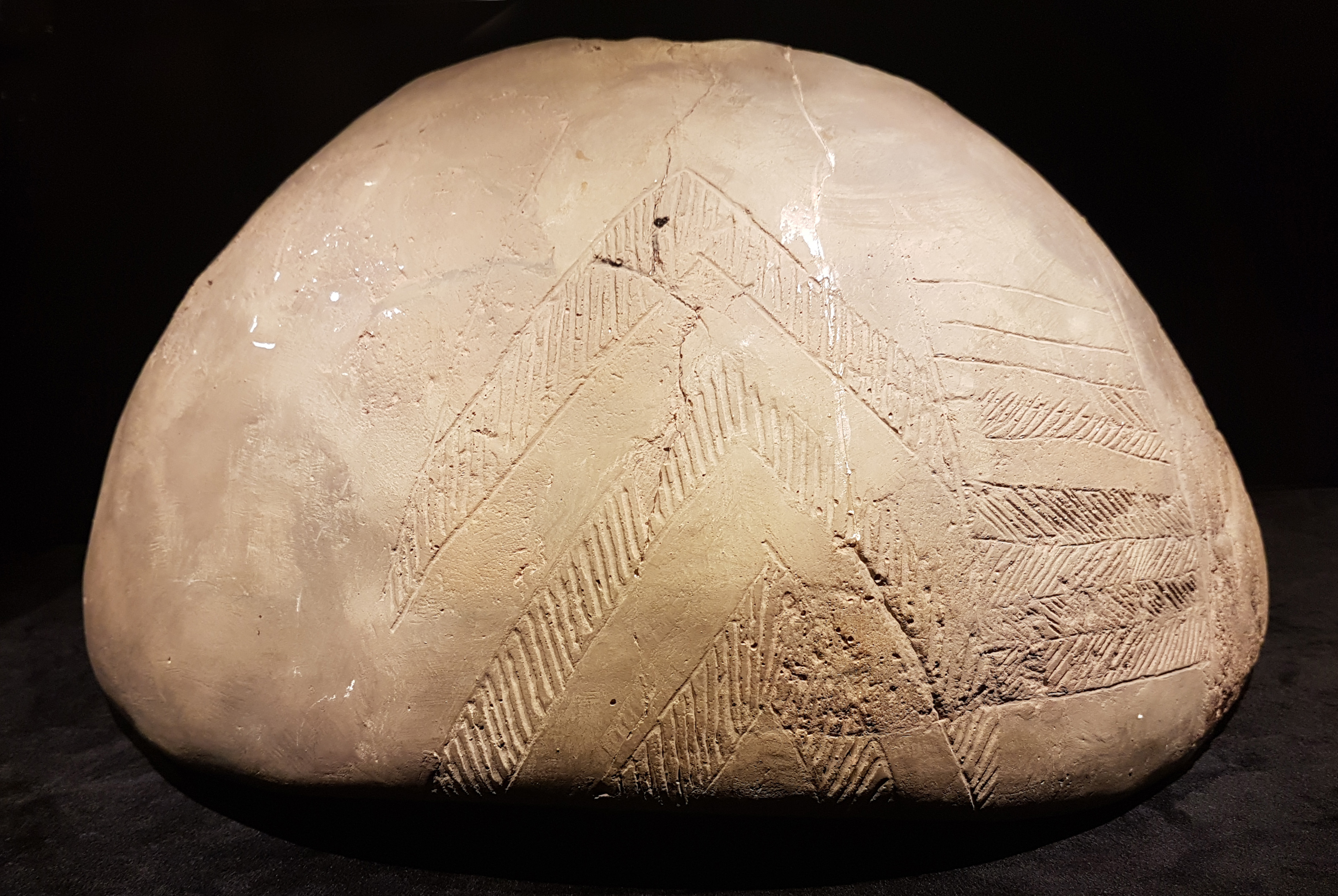
kom van Limburg-aardewerk, een lokale imitatie van bandkeramiek, uit Kesseleik (ca. 5300-4900 v.Chr.)

In het vroege Europese Neolithicum zijn twee migratiestromingen  herkenbaar: een Centraal-Europese die teruggaat op de Midden-Europese bandkeramiek, en een zuidelijke die teruggaat op de cardiaal-impressoculturen van het Middellandse Zeegebied, in het noordwesten vertegenwoordigd door de La Hoguettecultuur. Beide culturen speelden een rol in de neolithisering van het plaatselijke Rijn-Maas-Scheldemesolithicum.  Plaatselijk is het naast elkaar voorkomen van mesolithische en neolithische gemeenschapen aangetoond, en tot de volledige neolithisering van het Rijn-Maas-Scheldegebied kan men uitgaan van een dergelijk naast elkaar bestaan van verschillende levenswijzen.

### Bandkeramische cultuur
Een volledig neolithische levenswijze ziet men bij de eerste landbouwers van de bandkeramische cultuur die zich rond 4500 v.Chr. op de hoger gelegen vruchtbare lössgronden van het Zuid-Limburgse Haspengouw vestigde. Deze cultuur kon zich niet uitbreiden naar de rest van Nederland omdat de dragers ervan nog geen ploeg kenden om de kleigronden mee te bewerken. In typische met banden versierde potten bewaarde men voedsel en zaaigranen. Er waren contacten met leden van de aan de cardiaal-impressocultuur verwante Hoguette-groep, waarvan echter weinig is teruggevonden. Wel onderhielden al deze gemeenschappen onderlinge contacten, zoals blijkt uit de vondsten van gepolijste stenen bijlen, waarvan het materiaal van vreemde origine was. Ze onderhielden eveneens contacten met mesolithische groepen in het noorden, vooral langs de Maas. 
Er zijn grafvondsten en sporen van boerderijen op het lössplateau in  Zuid-Limburg. Zij kenden nog niet het gebruik van een ploeg en waren voor vlees nog in belangrijke mate aangewezen op de jacht.
Na zo'n 700 jaar is deze cultuur om nog onbekende redenen uitgestorven.

### Swifterbantcultuur
De subneolithische Swifterbantcultuur van jager-verzamelaars wordt gesitueerd in het gebied tussen de Schelde en de Elbe in een tijdspanne van 5000-3400 v. Chr. 
In tegenstelling tot de immigranten van de Bandkeramiek was dit een inheemse cultuur, verwant aan de Ertebøllecultuur in Denemarken. Naar uit onderzoek blijkt hebben deze twee culturen een duizendtal jaren naast elkaar bestaan, waarbij de bewoners van de uitgestrekte moerassen in de Rijndelta langzamerhand sommige gewoonten van de landbouwers in het zuiden zijn gaan overnemen. In toenemende mate treft men er tussen resten van wild ook resten van gedomesticeerde dieren aan, waarbij een duidelijke progressie valt waar te nemen.
Rond 4800-4500 v.Chr. vond de overgang plaats van jager-verzamelaar naar veeteelt en vanaf 4300 v.Chr die naar landbouw.

## Midden-Neolithicum

### Michelsbergcultuur
Rond 4250 tot 3500 v. Chr. ontwikkelde zich in het zuidwesten van Duitsland, het zuiden van Nederland en het oosten van België de Michelsbergcultuur. Schaarse archeologische vondsten wijzen op een gemengde landbouwcultuur. De typische keramiek is de tulpvormige beker. 
Men deed overwegend aan veeteelt, en mijngroeven werden aangelegd tot 16 meter diep om vuursteen te delven voor gereedschap. Bekend zijn de vuursteenmijnen van Rijckholt  in Limburg.
Relicten uit omstreeks 4000 v.Chr. die bij Swifterbant in Flevoland en in het Zuid-Hollandse Hazendonk en Bergschenhoek zijn teruggevonden duiden op contacten van de Michelsbergcultuur met laat-Mesolithische jagers-verzamelaars benoorden de lösszone. Uit deze contacten vloeiden semi-landbouwgemeenschappen voort die zich daar plaatselijk vestigden.
In de Maasvallei verbouwde men in het Midden-Neolithicum eenkoorn en emmertarwe op de kleine akkers rond het huis. Voor het zware werk werden trekossen gebruikt. De veestapel bestond uit runderen, schapen, varkens en geiten, die graasden in een afgebakend stuk grond rond de woning.

### Vlaardingencultuur
De Vlaardingencultuur (ca. 3500 v.Chr.- 2500 v.Chr.)  in het westen van Nederland was een afgeleide van de Seine-Oise-Marnecultuur van België en Noord-Frankrijk. In de duinstreek van het Rijnmondgebied onderscheidde zich de Vlaardingencultuur als een tussenvorm van Mesolithische cultuur en landbouw met zowel volledige als semi-agrarische landbouwnederzettingen.

### Trechterbekercultuur

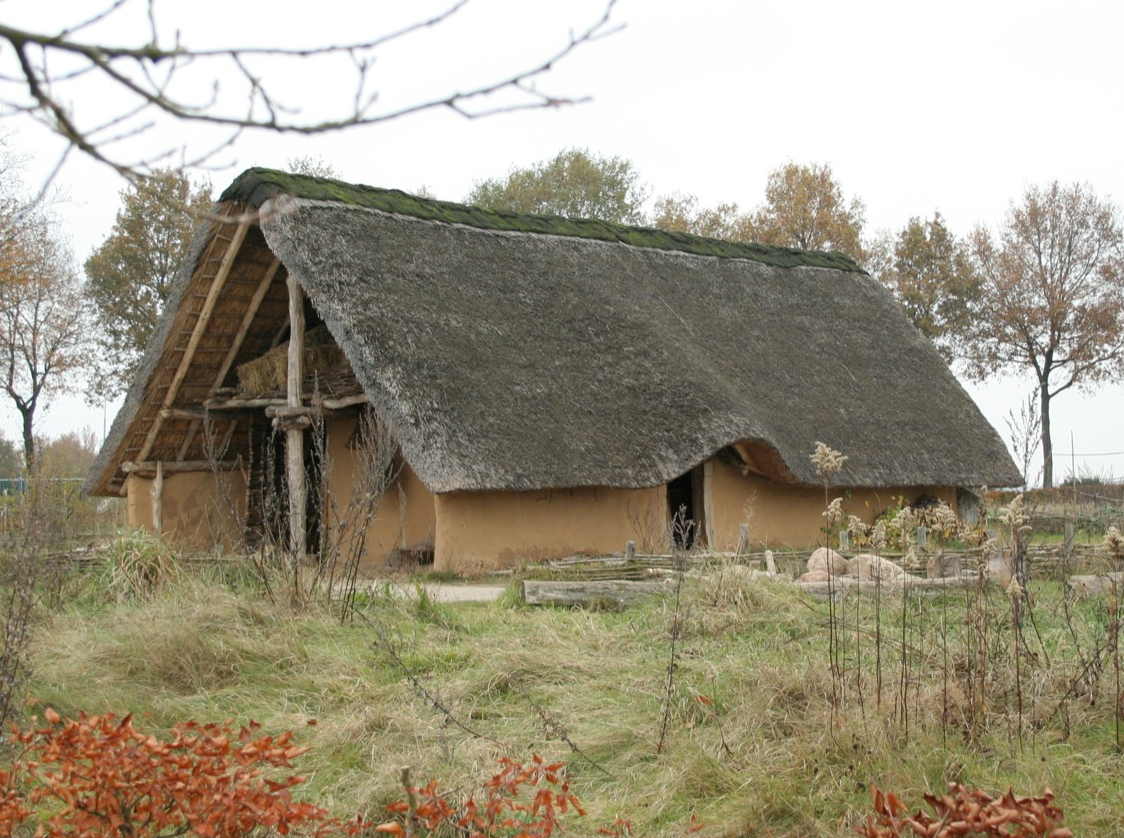
Nagebouwd huis uit de Trechterbekertijd

De trechterbekercultuur (ca. 3400 - 2900 v.Chr.) is ontstaan uit de Midden-Europese bandkeramiektraditie, aangepast aan Noord-Europese omstandigheden. Beïnvloed door de Seine-Oise-Marnecultuur bouwden ook zij megalithische grafkamers, zoals de hunebedden in Drenthe.

## Laat-Neolithicum
Vanaf circa 3000 v.Chr. ontstond een kustbarrière in de vorm van strandwallen en lage duinen. Achter de strandwallen veranderde het land van een getijdelandschap in een lagune en vervolgens in een veenmoeras.
Omstreeks 2900 v.Chr. werd de trechterbekercultuur zeer abrupt opgevolgd door de enkelgrafcultuur, en begon de kopertijd in Nederland.